# Sierra de la Plata
La Sierra de la Plata ("muntanya plena de metall de plata") va ser una llegendària idea de tresors de plata que es creia hi havia a l'interior de Sud-amèrica. La llegenda s'alimentava per l'ús d'objectes de plata que els castellans veien als pobles originaris de la regió. La llegenda estava associada amb la del rei Blanc.
Al segle XVI l'estuari dels rius Uruguai i Paraná era anomenat pels espanyols i portuguesos riu de la Plata, el qualificatiu "de la Plata" era pel fet que els indis asseguraven que remuntant el seu curs arribarien a la Serra de la Plata. D'aquesta manera es va iniciar l'exploració i colonització de la conca de la Plata, de la mà de Pedro de Mendoza i altres adelantados.
Mai hi va haver cap prova de ser realitat tal muntanya rica en vetes de plata. El més proper al mite és el famós Cerro Rico de Potosí, a Bolívia.
La República Argentina va prendre el seu nom del vocable llatí per plata, argentum.